# Карина Плай
Карина Плай (справжнє ім'я — Наталія Ягунова; нар. 19 січня 1971, Львів) — українська співачка, композитор, член Спілки діячів естрадного мистецтва України. У 2019 році увійшла в топ 100 всеукраїнського рейтингу  «Краса і гордість України».

## Біографія
Народилася у Львові у 1971 році. Батьки Каріни — музиканти (батько — саксофоніст, мама — піаністка), а бабуся — колишня співачка, заслужена артистка України. Вже з дитинства Каріна співала в естрадних колективах, писала власні пісні, відвідувала з батьком джазові заходи і виконувала партії соло в хорі львівської музичної школи № 1, де з 5 років навчалася грі на піаніно, і виступала у музичних конкурсах за школу № 5, у якій провчилася 8 років.
З 14 років, будучи студенткою Львівського музичного училища по класу фортепіано, Каріна вирішила стати незалежною від батьків і працювала у ВІА одного з Львівських технікумів, а також акомпаніатором в Львівському Театрі пантоміми «Мімограф», а ще трохи пізніше — у 17років — концертмейстером легендарного вокального колективу «Щасливе дитинство». Тоді то майбутня співачка і почала співати сольно, беручи участь в різних міських конкурсах, паралельно працюючи модельєром. З 1992 Каріна заочно навчалася в Рівненському університеті культури та мистецтв на диригентському факультеті. В цей же час вона знайомиться з відомим львівським продюсером Олександром Єрченко, власником продюсерського агентства «Творча майстерня дубль два», який написав її першу альбомну пісню і записав перший саундтрек, а також є автором більшості пісень її першого альбому «Губ твоїх присмак». Саме його Каріна вважає своїм хрещеним творчим батьком, який вивів її на Велику сцену. Каріна живе і працює у Києві, є членом Асоціації діячів естрадного мистецтва України, має сина Артема.

## Кар'єра
Перший вихід відбувся 13 січня 1993 року в місті Львові у БК ім. Довженка. Перші ж телезйомки — в програмах «Нехай» і «Телефан» відкрили Каріну для українського глядача, який оцінив її як еротичну, жіночну і неординарну співачку. Практично відразу після перших виступів вона була запрошена в Вітебськ — представляти Україну на міжнародному фестивалі «Слов'янський Базар — 93». В цей же час пісні у виконанні Каріни Плай починають звучати в різних програмах і хіт-парадах на центральних радіостанціях України. Уже в 1994 році перша авторська пісня «Хлопчик мій» перемагає в національному Хіт-параді «12-2» і стає однією з дванадцяти найпопулярніших пісень країни. У тому ж 1994 році Каріна отримала перемогу у всеукраїнському конкурсі «Первоцвіт» та стала володаркою Гран-прі. А тут і наспів перший аудіоальбом співачки під назвою «Губ твоїх присмак», повторно перевиданий компанією «Нова-рекордз» під назвою «Марево». А також кліп на головну пісню альбому, який у номінації «Кліп Року» був визнаний кращим.
1995 рік ознаменувався перемогою на всеукраїнському фестивалі «Музична драбина», черговою перемогою в національному хіт-параді «12-2» і переїздом на постійне місце проживання до Києва. 20 доларів у кишені, з'ємні квартири на виїзді міста, записи пісень у кредит, створення костюмів собі і балету власними руками — таким був початок роботи у столиці. Але співачка пише нові пісні і в цьому ж році запрошена представляти Україну на міжнародному фестивалі «Оксамитовий сезон», а також на фестиваль «Таврійські Ігри», гімн якого, написаний пізніше Каріною у співавторстві з Юліаном Зарембовскім, прозвучить у виконанні хору зірок України («Таврійські Ігри»).
1996 рік — виходить у світ другий аудіоальбом «Врятуй мене», авторський, аранжований Миколою Павловим і записаний на київській студії «МІХ». В цьому альбомі окремими треками виступають інструментальні композиції саксофоніста — легенди Ігоря Рудого, з яким Каріна на той час тісно співпрацювала. В цей же час Каріна стає «обличчям» одного з наймодніших клубів Києва «Фламінго» і презентує кліп на пісню «Марево», починає свою діяльність як телеведуча у шоу-програмі «Час зірок». В рамках рекламної кампанії фірми «Kodak», сумісно з шоу-балетом «Еліт» проходить її концертний тур по найбільших містах України.
1997—1998 рр. — Каріна стає лауреатом шоу-конкурсу «Пісня року», лауреатом національного хіт-параду «Хіт Року», лауреатом всеукраїнського фестивалю «Парад Парадів». Також у цей час глядачі побачили перший у країні кліп, створений повністю за допомогою комп'ютерної графіки студією «Арена» на жартівливу пісню «Непристойні сни», нагороджений за кращу режисуру Наталії Шевчук.
В 2001 році знімається в кліпі для соціального проекту проти куріння на її авторську пісню «Коли-небудь» (режисер кліпу Василь Рибальченко) та отримує почесний диплом всеукраїнського фестивалю «Біле Озеро».
У 2002 році вона кардинально змінює стиль своїх пісень. Романтизм поступається місцем модним енергійним тенденціям, а «акварельні» композиції — ритмічним драйвовим настроям. Тоді ж ведеться робота зі створення альбому «Вишневий вітер», в якому Каріна в пошуках нового звучання починає активно виконувати пісні інших композиторів. Першою ластівкою став кліп на танцювальну пісню «Долго-ли».
У 2013 році Каріна за сімейними обставинами змушена терміново переїхати до Львова до батьків, де повністю віддається турботі про їх здоров'я. За винятком запису пісень «На війні» і пісні «Про Мир (Бачення з небес)»  спільно з Львівськими співачками Олесею Киричук, Наталею Мирною, Анною Кривутою, Лілею Ваврин, Оленою Корнєєвою, Валерією Поліщук, які стали її особистим відгуком на події в країні, Каріна практично повністю припиняє займатися музикою, не відвідує мистецькі заходи, вкрай рідко бере участь в телепрограмах.
У 2015 році, майже через три роки, у Львові співачка випадково знайомиться з лідером рок-групи «Galaxy» Славою Сінчуком, легендою українського Рока, співаком, який по рейтингам американського профі видання «New Metal» увійшов в топ-10 рок-вокалістів світу, гітаристом, автором, аранжувальником.
2018рік — за рейтингом Media Star Каріна входить у ТОП-100 найвпливовіших людей Львівщини, у 2019 — співачка увійшла у ТОП-100 всеукраїнського рейтингу «Краса і гордість України».
У творчому доробку співачки 8 кліпів : «Марево», «Непристойні сни», «Старік», «Так буває», «Долго ли…», «Коли-небудь», «Візьми мою душу», «Серце».

## Альбоми
- 1994 — «Марево»
- 1996 — «Врятуй мене»
- 1998 — «Казки для дорослих»
- 1999 — «Especially for…»
- 2003 — «Вишневий вітер»
- 2008 — «Кого любити не можна»
- 2018 — «СТІНА» (ще неопублікований)